# Perfect Square
Perfect Square és una pel·lícula concert de la banda estatunidenca R.E.M., filmat el 19 de juliol de 2003 al Bowling Green de Wiesbaden, Alemanya. Fou publicada per Warner Reprise Video el 9 de març de 2004.
En el concert van interpretar dues cançons noves en aquell moment, «Bad Day» i «Animal», i també la reaparició de «Permanent Vacation», original del 1980, per tant, anterior al primer àlbum d'estudi, i inèdita des de feia molts anys.
En el DVD s'hi va incloure com a material extra el documental titulat A Stirling Performance, on es feia crònica de l'estada de la banda al Castell de Stirling, Escòcia, durant tres dies el juliol de 1999. Aquest documental ja s'havia publicat anteriorment l'any 2000.

## Llista de cançons
Totes les cançons foren escrites i compostes per Bill Berry, Peter Buck, Mike Mills i Michael Stipe, excepte les indicades. 
| Núm.          | Títol                                                               | Durada |
| ------------- | ------------------------------------------------------------------- | ------ |
| 1.            | «Begin the Begin»                                                   | 4:04   |
| 2.            | «What's the Frequency, Kenneth?»                                    | 4:12   |
| 3.            | «Maps and Legends»                                                  | 3:28   |
| 4.            | «Drive»                                                             | 4:44   |
| 5.            | «Animal» (Buck, Mills, Stipe)                                       | 4:22   |
| 6.            | «Daysleeper» (Buck, Mills, Stipe)                                   | 3:46   |
| 7.            | «The Great Beyond» (Buck, Mills, Stipe)                             | 4:17   |
| 8.            | «Bad Day»                                                           | 4:24   |
| 9.            | «The One I Love»                                                    | 3:22   |
| 10.           | «All the Way to Reno (You're Gonna Be a Star)» (Buck, Mills, Stipe) | 5:00   |
| 11.           | «Orange Crush»                                                      | 3:59   |
| 12.           | «Losing My Religion»                                                | 4:45   |
| 13.           | «At My Most Beautiful» (Buck, Mills, Stipe)                         | 3:37   |
| 14.           | «Electrolite»                                                       | 4:28   |
| 15.           | «She Just Wants to Be» (Buck, Mills, Stipe)                         | 5:58   |
| 16.           | «Walk Unafraid» (Buck, Mills, Stipe)                                | 5:16   |
| 17.           | «Man on the Moon»                                                   | 5:57   |
| 18.           | «Everybody Hurts»                                                   | 6:26   |
| 19.           | «So Fast, So Numb»                                                  | 4:24   |
| 20.           | «Country Feedback»                                                  | 6:11   |
| 21.           | «Permanent Vacation»                                                | 2:52   |
| 22.           | «Imitation of Life» (Buck, Mills, Stipe)                            | 3:55   |
| 23.           | «It's the End of the World as We Know It (And I Feel Fine)»         | 5:55   |
| Durada total: | Durada total:                                                       | 143:00 |

## Crèdits
R.E.M.
- Peter Buck – guitarra, baix, banjo, mandolina
- Mike Mills – baix, veus addicionals, piano
- Michael Stipe – cantant

Músics addicionals
- Scott McCaughey – guitarra, teclats, cantant
- Bill Rieflin – bateria, percussió
- Ken Stringfellow – teclats, banjo, baix, cantant